# Französisches Parlament
Das französische Parlament (französisch Parlement français) ist das Zweikammerparlament von Frankreich mit Sitz in der Hauptstadt Paris. Gemäß der Verfassung der Fünften Französischen Republik besteht es aus dem Senat als Oberhaus und der Nationalversammlung als Unterhaus. Die Sitzungen des Senats finden im Palais du Luxembourg, diejenigen der Nationalversammlung im Palais Bourbon statt.
Gemeinsame Sitzungen von Nationalversammlung und Senat, dem sog. Kongress des Parlaments, werden traditionell im Schloss Versailles abgehalten.
Geschichtlich entwickelte sich das französische Parlament aus dem mittelalterlichen Parlement, erhielt jedoch seine moderne Bedeutung erst im Laufe der Französischen Revolution. Die Grundlagen des französischen Parlaments gehen auf die Verfassung von 1791 zurück, bei der die Gesetzgebende Nationalversammlung als Einkammerparlament festgelegt wurde. In der Verfassung von 1795 (Verfassung des Revolutionsjahrs III) wurde erstmals ein Zweikammersystem mit dem Rat der Alten („Conseil des Anciens“) als Oberhaus und dem Rat der Fünfhundert als Unterhaus festgelegt.